# عنبية (نبات)
العِنَبِيَّة أو القِمَام (الاسم العلمي: Vaccinium) جنس نباتات تبع الفصيلة الخلنجية ذات ثمار زرقاء تؤكل نيئةً كفاكهة.

## الوصف النباتي
الفاكهة الأكثر شيوعاً في الأسواق باسم العنبية (بالإنجليزية: Blueberry)‏ تأتي من الأنواع في القسم (Cyanococcus)، وموئلها الأساسي أمريكا الشمالية. نمو هذه النباتات عادة قائم ويمكن أن يكون منتشراً. تتفاوت الشجيرات في موسم الإثمار يدوم عادة بين أيار وحزيران وإن كان يتأثر بالظروف المحلية مثل خط العرض والارتفاع.